# Mézeray
Mézeray és un municipi francès situat al departament del Sarthe i a la regió de País del Loira. L'any 2007 tenia 1.696 habitants.

## Demografia

### Població
El 2007 la població de fet de Mézeray era de 1.696 persones. Hi havia 637 famílies de les quals 125 eren unipersonals (42 homes vivint sols i 83 dones vivint soles), 229 parelles sense fills, 250 parelles amb fills i 33 famílies monoparentals amb fills.
La població ha evolucionat segons el següent gràfic:
Habitants censats

### Habitatges
El 2007 hi havia 807 habitatges, 653 eren l'habitatge principal de la família, 110 eren segones residències i 45 estaven desocupats. 790 eren cases i 9 eren apartaments. Dels 653 habitatges principals, 518 estaven ocupats pels seus propietaris, 127 estaven llogats i ocupats pels llogaters i 7 estaven cedits a títol gratuït; 3 tenien una cambra, 56 en tenien dues, 116 en tenien tres, 188 en tenien quatre i 289 en tenien cinc o més. 456 habitatges disposaven pel capbaix d'una plaça de pàrquing. A 271 habitatges hi havia un automòbil i a 313 n'hi havia dos o més.

### Piràmide de població
La piràmide de població per edats i sexe el 2009 era:
| Homes | Edats   | Dones |
| ----- | ------- | ----- |
| 0     | 95 o +  | 0     |
| 8     | 90 a 94 | 4     |
| 12    | 85 a 89 | 4     |
| 12    | 80 a 84 | 20    |
| 36    | 75 a 79 | 24    |
| 16    | 70 a 74 | 36    |
| 28    | 65 a 69 | 48    |
| 56    | 60 a 64 | 52    |
| 40    | 55 a 59 | 28    |
| 64    | 50 a 54 | 56    |
| 52    | 45 a 49 | 56    |
| 40    | 40 a 44 | 36    |
| 56    | 35 a 39 | 40    |
| 52    | 30 a 34 | 56    |
| 68    | 25 a 29 | 52    |
| 52    | 20 a 24 | 28    |
| 44    | 15 a 19 | 44    |
| 52    | 10 a 14 | 48    |
| 48    | 5 a 9   | 52    |
| 52    | 0 a 4   | 28    |

## Economia
El 2007 la població en edat de treballar era de 1.034 persones, 756 eren actives i 278 eren inactives. De les 756 persones actives 692 estaven ocupades (380 homes i 312 dones) i 64 estaven aturades (33 homes i 31 dones). De les 278 persones inactives 100 estaven jubilades, 75 estaven estudiant i 103 estaven classificades com a «altres inactius».

### Ingressos
El 2009 a Mézeray hi havia 690 unitats fiscals que integraven 1.811,5 persones, la mediana anual d'ingressos fiscals per persona era de 16.230 €.

### Activitats econòmiques
Dels 42 establiments que hi havia el 2007, 2 eren d'empreses extractives, 1 d'una empresa alimentària, 2 d'empreses de fabricació d'altres productes industrials, 6 d'empreses de construcció, 12 d'empreses de comerç i reparació d'automòbils, 3 d'empreses de transport, 3 d'empreses d'hostatgeria i restauració, 1 d'una empresa d'informació i comunicació, 1 d'una empresa financera, 3 d'empreses de serveis, 2 d'entitats de l'administració pública i 6 d'empreses classificades com a «altres activitats de serveis».
Dels 12 establiments de servei als particulars que hi havia el 2009, 1 era una oficina de correu, 3 tallers de reparació d'automòbils i de material agrícola, 1 paleta, 2 guixaires pintors, 1 fusteria, 2 lampisteries, 1 perruqueria i 1 restaurant.
Dels 3 establiments comercials que hi havia el 2009, 1 era una botiga de menys de 120 m², 1 una fleca i 1 una carnisseria.
L'any 2000 a Mézeray hi havia 43 explotacions agrícoles que ocupaven un total de 1.098 hectàrees.

## Equipaments sanitaris i escolars
L'únic equipament sanitari que hi havia el 2009 era una farmàcia.
El 2009 hi havia 1 escola maternal i 1 escola elemental.

## Poblacions més properes
El següent diagrama mostra les poblacions més properes.